# Буддизм в Литве
Корни буддизма в Литве можно проследить до XX века, хотя время его первого появления там остаётся неизвестным. Дзэн-буддизм, практикуемый сегодня в Литве, зародился в Корее. По всей стране есть несколько активных общин, включая Вильнюс, Каунас, Клайпеду, Шяуляй, Паневежис и Шакяй.

## История
Первое публичное выступление о Дхарме в Литве было проведено в Каунасе в 1990 году Павлом Карповичем, польским учеником Сун Сана. Каунасский центр Дзен Кван Ум был официально зарегистрирован в апреле 1991 года, вскоре за ним последовала аналогичная группа в Вильнюсе, созданная после визита Дзен Мастера. Дзен-сообщество Вильнюса Кван Ум росло при поддержке частых визитов Дзен Мастера Ву Бонга.
Вильнюсская международная школа дзен-буддизма Кван Ум была официально зарегистрирована как религиозная община в Литве в 1991 году.
Дзен-мастер Су Бонг Суним, ведущий учитель Гонконгской Кван Ум Сангхи, открыл первый храм дзэн, Ко Бонг Са, в Вильнюсе в 1993 году. Ежедневная практика Дзен проводится в Каунасском центре Дзен Кван Ум с 2007 года.

## Современный дзен-буддизм в Литве
Далай-лама XIV Тензин Гьяцо дважды посетил Литву и встретился с президентом Валдасом Адамкусом и католическим кардиналом Аудрисом Юозасом Бачкисом. В 2009 году сторонники независимости Тибета предложили дать его имя одному из парков Вильнюса в благодарность за поддержку Далай-ламой литовского движения за независимость 1990-х годов.
В 2009 году в Вильнюсе прошли Дни тибетской культуры (лит. Tibeto kultūros dienos), в которых приняли участие индийские буддийские монахи.
Вероятно, самым известным литовским дзен-буддистом является тележурналист и бывший глава международной неправительственной организации Transparency International Ритис Юозапавичюс, который также является настоятелем Вильнюсского дзен-центра, Ко Бонг Са.